# Eunidia trifuscopunctata
Eunidia trifuscopunctata là một loài bọ cánh cứng trong họ Cerambycidae.